# Boldești-Scăeni
Boldești-Scăeni est une ville roumaine du județ de Prahova, dans la région historique de Valachie et dans la région de développement du Sud.

## Géographie
La ville de Boldești-Scăeni est située dans le centre du județ, sur la rive gauche de la Teleajen, dans les collines subcarpathiques, à 8 km au nord de Ploiești, le chef-lieu du județ.
Boldești-Scăeni fait partie de l'aire urbaine de Ploiești.
La municipalité est composée de la ville de Boldești-Scăeni elle-même et du village de Seciu (population en 1992) :
- Boldești-Scăeni (10 627)
- Seciu (1 130).

## Histoire
La ville a été créée en 1968 par la réunion des communes de Boldești et de Scăeni. La zone, champ d'extraction du pétrole, a été abondamment bombardée durant la Seconde Guerre mondiale.
Boldești-Scăeni a été le lieu d'une expérience unique dans le pays : le phalanstère de Scaieni, un phalanstère agricole en 1835-1836, inspirée des idées de Charles Fourier, par Theodor Diamant, un utopiste roumain.

## Politique et administration
| Période | Période  | Identité            | Étiquette | Qualité |
| ------- | -------- | ------------------- | --------- | ------- |
| 2008    | En cours | Constantin Bucuroiu | PSD       |         |

| Parti | Parti                                      | Sièges |
| ----- | ------------------------------------------ | ------ |
|       | Parti social-démocrate (PSD)               | 10     |
|       | Parti national libéral (PNL)               | 4      |
|       | Parti Mouvement populaire (PMP)            | 2      |
|       | Alliance des libéraux et démocrates (ALDE) | 1      |

## Démographie
En 2002, la commune comptait 10 922 Roumains (95,04 %) et 550 Tsiganes (4,78 %).

### Religions
En 2002, la composition religieuse de la commune était la suivante :
- Chrétiens orthodoxes, 96,70 % ;
- Chrétiens évangéliques, 1,74 % ;
- Pentecôtistes, 0,71 %.

## Économie
L'économie de la ville repose sur l'extraction du pétrole et sur la viticulture. Le village de Seciu est le terroir de vins renommé en Roumanie. La commune dispose de 2 304 ha de terres agricoles et de 706 ha de forêts. Une usine de verre est implantée à Boldești-Scăeni.

## Communications

### Routes
Boldești-Scăeni est située sur la route nationale DN1A Ploiești-Vălenii de Munte-Săcele-Brașov.

### Voies ferrées
Boldești-Scăeni est desservie par la ligne de chemin de fer Ploiești-Vălenii de Munte-Măneciu.

## Lieux et monuments
- Seciu, église de la Sainte Trinité (Sf. Treime) du XVIIIe siècle.